# 예룬 판코닝스브뤼허

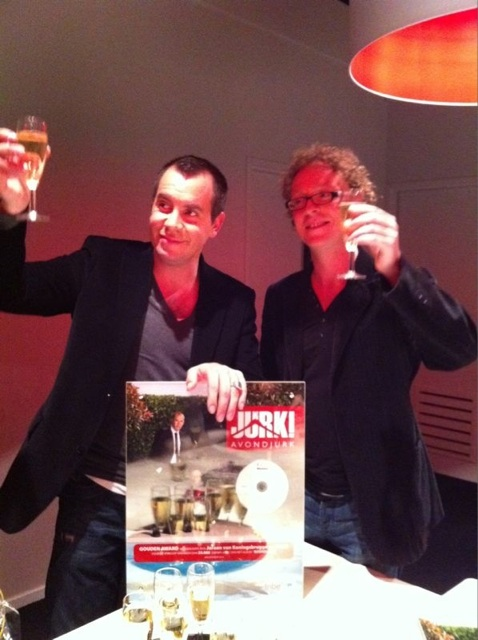

예룬 판코닝스브뤼허(네덜란드어: Jeroen van Koningsbrugge, 1973년 9월 3일 ~ )는 네덜란드의 배우 겸 가수이다.
로센달에서 태어났다.

## 영화
- 리파겐 (2016년)
- 내부의 적-클린핸즈 (2015년) - 에디 역
- 킬 미 달링 (2015년) - 야콥 역
- 사랑이란 언어 (2013년)
- 갱스터 보이즈 (2010년)
- 로프트 (2010년) - 빌렘 역